# 居住式治療中心
居住式治療中心是一種專門收治物質使用障礙、精神疾患、對立反抗症、品行障碍、雙相情緒障礙症、注意力不足過動症等患者的医疗机构。一些居住式治療中心禁止患者離開房間，患者的行动受到限制。一些居住式治療中心相对自由，患者可以在醫療機構内走动。